# LZ 99
LZ 99 (L 54) war ein Zeppelin-Militärluftschiff der deutschen Kaiserlichen Marine, das am 13. August 1917 in Dienst gestellt wurde. Standorte des Zeppelins waren Wittmundhaven und Tondern. Der zweite Kommandant des Luftschiffes, Horst Treusch von Buttlar-Brandenfels, wurde als einziger Kommandant eines Luftschiffes mit dem Orden Pour le Mérite ausgezeichnet.

Bei einem britischen Luftangriff auf den Stützpunkt in Nordschleswig wurde L 54 am 19. Juli 1918 in seiner Halle zerstört.

## Technische Beschreibung des Luftschiffes
Das Luftschiff vom Typ u hatte eine Länge von 196,5 Metern bei einem Durchmesser von 23,9 Metern und wurde von fünf Maybach-Motoren mit je 240 PS angetrieben. Der Zeppelin hatte vier Gondeln und vier Propeller. In der Hülle befanden sich vierzehn Gaszellen mit insgesamt 55.800 Kubikmetern Fassungsvermögen für das Traggas Wasserstoff.

Der erste Aufstieg des Luftschiffs LZ 99 erfolgte am 13. August 1917. Es wurde an die Marine abgeliefert, bei der es die Kennung L 54 erhielt.
Durch einen Umbau der Motoren im März 1918 wurde die Motorenleistung auf je 260 PS gesteigert.

## Einsatzorte

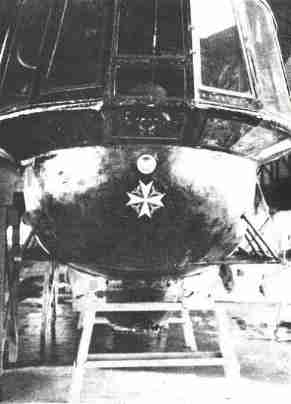
Die Führergondel von L 54 mit dem Pour le Mérite

Erster Kommandant des in Wittmundhaven stationierten Zeppelins wurde der Kapitänleutnant Ludwig Bockholt, der zuvor L 23 befehligt hatte und später durch die Weltrekord-Fahrt mit L 59 nach Afrika bekannt wurde. Nach vier Fahrten und am 5. September der Verlegung nach Nordschleswig unter Bockholt vom 20. August bis 11. September 1917 übernahm am 16. September 1917 dann Kapitänleutnant Treusch von Buttlar-Brandenfels in Tønder das Kommando, der schon L 6, L 11, L 25 und L 30 befehligt hatte. Von Buttlar befehligt das Schiff auf weiteren 27 Fahrten;
Am 13. März 1918 erfolgte ein Geschwaderangriff auf die Batterien von Spurn Head und Grimsby. Das Luftschiff geriet in schweres Geschützfeuer und dabei wurden von einem Propeller Eisanhaftungen in die Hülle geschleudert. Durch einen nachfolgenden Gaseintritt in die Kabine wurden zwei Besatzungsmitglieder ohnmächtig und nur mit allergrößter Mühe konnte L 54 seinen Heimathafen erreichen.

Kapitän Treusch von Buttlar-Brandenfels wurde nach diesem Einsatz am 9. April 1918 der Orden Pour le Mérite verliehen; ferner wurde auf der Frontseite seiner Führergondel der Pour-le-Mérite-Orden aufgemalt.
Am 19. Juli 1918 wurde L 54 zusammen mit L 60 durch einen Flugzeug-Bombenangriff auf ihren Liegeplatz in Tondern zerstört. Sieben mit je einer 50-kg-Bombe armierte Sopwith-Camel-Jagdeinsitzer waren vom Flugzeugträger Furious nahe der Küste gestartet.